# Élections générales de 2015 à Gibraltar
Les élections législatives de Gibraltar en 2015 se sont tenues le 26 novembre 2015 pour élire les 17 membres du Parlement pour un mandat de quatre ans.

## Forces en présence
| Parti | Parti | Idéologie                       | Chef de file                      | Résultats précédents       |
| ----- | --- | ------------------------------- | --------------------------------- | -------------------------- |
|       | GSLP-Alliance libérale - Parti travailliste-socialiste de Gibraltar (GSLP) - Parti libéral de Gibraltar (LIBS) | Centre gauche Social-démocratie | Fabian Picardo (Ministre en chef) | 48,9 % des voix 10 députés |
|       | Sociaux-démocrates de Gibraltar (GSD) Gibraltar Social Democrats                                               | Centre droit Conservatisme      | Daniel Feetham                    | 46,8 % des voix 7 députés  |

## Sondages
| Date             | Institut | Alliance | GSD    | Indécis | Blancs |
| ---------------- | -------- | -------- | ------ | ------- | ------ |
| Date             | Institut |          |        | Indécis | Blancs |
| 8 décembre 2014  | GBC      | 33,5 %   | 13,5 % | 53 %    | -      |
| 23 avril 2015    | GBC      | 50,8 %   | 17,6 % | 26,8 %  | 4,8 %  |
| 5 novembre 2015  | GBC      | 39 %     | 16 %   | 35 %    | 10 %   |
| 12 novembre 2015 | GBC      | 39 %     | 20 %   | 30 %    | 11 %   |
| 17 novembre 2015 | GBC      | 67 %     | 33 %   | -       | -      |

## Résultats

### Par partis
|                          |                                       |                                                   |         |       |       |               |               |  |  |
| Parti                    | Parti                                 | Parti                                             | Voix    | %     | +/-   | Sièges        | +/-           |  |  |
|                          |                                       | Parti travailliste-socialiste de Gibraltar (GSLP) | 70 551  | 47,83 | 13,60 | 7             | en stagnation |  |  |
|                          | Parti libéral de Gibraltar (GLP)      | 30 399                                            | 20,61   | 5,97  | 3     | en stagnation |               |  |  |
| GSLP-Alliance libérale   | GSLP-Alliance libérale                | 100 950                                           | 68,44   | 19,56 | 10    | en stagnation |               |  |  |
|                          | Sociaux-démocrates de Gibraltar (GSD) | Sociaux-démocrates de Gibraltar (GSD)             | 46 545  | 31,56 | 15,20 | 7             | en stagnation |  |  |
| Total des voix           | Total des voix                        | Total des voix                                    | 147 495 | 100   |       |               |               |  |  |
|                          |                                       |                                                   |         |       |       |               |               |  |  |
| Votes valides            | Votes valides                         | Votes valides                                     | 15 578  | 94,56 |       |               |               |  |  |
| Votes blancs et nuls     | Votes blancs et nuls                  | Votes blancs et nuls                              | 897     | 5,44  |       |               |               |  |  |
| Total des votants        | Total des votants                     | Total des votants                                 | 16 475  | 100   | –     | 17            | en stagnation |  |  |
| Abstentions              | Abstentions                           | Abstentions                                       | 6 803   | 29,23 |       |               |               |  |  |
| Inscrits / participation | Inscrits / participation              | Inscrits / participation                          | 23 278  | 70,77 |       |               |               |  |  |

### Par candidat
| Nom | Nom                  | Parti | Voix   | Élu ? |
| --- | -------------------- | ----- | ------ | ----- |
|     | Fabian Picardo       | GSLP  | 10 852 | Oui   |
|     | Joseph Garcia        | GLP   | 10 661 | Oui   |
|     | John Cortes          | GSLP  | 10 529 | Oui   |
|     | Gilbert Licudi       | GSLP  | 10 379 | Oui   |
|     | Albert Isola         | GSLP  | 10 313 | Oui   |
|     | Neil Costa           | GLP   | 10 048 | Oui   |
|     | Samantha Sacramento  | GSLP  | 9 822  | Oui   |
|     | Steven Linares       | GLP   | 9 690  | Oui   |
|     | Paul Balban          | GSLP  | 9 511  | Oui   |
|     | Joe Bossano          | GSLP  | 9 145  | Oui   |
|     | Daniel Feetham       | GSD   | 5 054  | Oui   |
|     | Marlene Hassan Nahon | GSD   | 4 892  | Oui   |
|     | Edwin Reyes          | GSD   | 4 784  | Oui   |
|     | Elliott Phillips     | GSD   | 4 766  | Oui   |
|     | Roy Clinton          | GSD   | 4 733  | Oui   |
|     | Trevor Hammond       | GSD   | 4 578  | Oui   |
|     | Lawrence Llamas      | GSD   | 4 565  | Oui   |
|     | Robert Vasquez       | GSD   | 4 535  | Non   |
|     | Christopher White    | GSD   | 4 324  | Non   |
|     | Kim Karnani-Santos   | GSD   | 4 314  | Non   |